# 1788 aux échecs
| Années des échecs : 1785 - 1786 - 1787 - 1788 - 1789 - 1790 - 1791    |
| Décennies des échecs : 1750 - 1760 - 1770 - 1780 - 1790 - 1800 - 1810 |

Cet article présente les faits marquants de l'année 1788 aux échecs.

## Naissances
- John Cazenove, auteur de A selection of curious and entertaining games at Chess[1].
- William Stepford Kenny auteur de : Practical Chess Grammar[1].
- Né vers 1788 : Julius Mendheim, un des premiers forts joueurs du club de Berlin, auteur d’un livre de problèmes d’échecs